# Мерсьер, Хуан Игнасио
Хуа́н Игна́сио Мерсье́р (исп. Juan Ignacio Mercier; родился 2 февраля 1980 года, Кампана, Аргентина) — аргентинский футболист, полузащитник. Выступал за сборную Аргентины.

## Клубная карьера
Мерсьер начал карьеру выступая за клубы третьего дивизиона Аргентины «Фландрию», «Депортиво Морон», «Тристан Суарес» и «Платенсе». Последнему Хуан помог выйти во второй дивизион. В 2007 году Хуан подписал контракт с «Архентинос Хуниорс». 7 августа в матче против «Сан-Мартин» он дебютировал в аргентинской Примере. 22 марта 2008 года в поединке против «Олимпо» Мерсьер забил свой первый гол за клуб. В 2010 году Хуан стал чемпионом Клаусуры в составе «Хуниорс». В 2011 году Мерсьер стал игроком клуба «Аль-Наср» из Саудовской Аравии. 10 сентября в матче против «Аль-Раида» он дебютировал в Про-Лиге.
В конце года Хуан покинул «Аль-Наср» и перешёл в «Аль-Васл» из ОАЭ по приглашению тренера Диего Марадоны. 14 января 2012 года в матче против «Аль-Ахли» он дебютировал в арабской Галф Лиге.
Летом того же года Мерсьер вернулся на родину, его новым клубом стал «Сан-Лоренсо». 5 августа в матче против «Сан-Мартина» он дебютировал за новый клуб. 24 июля в полуфинале Кубка Либертадорес против боливийского «Боливара» Хуан забил свой первый гол за команду и помог своему клубу впервые в истории выйти в финал турнира. В данном розыгрыше Мерсьер провёл все матчи своей команды в стартовом составе и стал обладателем трофея.
Летом 2018 года Хуан подписал контракт с «Атлетико Тукуман». 14 августа в матче против «Расинга» из Авельянеды он дебютировал за новую команду.

## Международная карьера
27 января 2010 года в товарищеском матче против сборной Коста-Рики Мерсьер дебютировал за сборную Аргентины.

## Достижения
Командные
 «Архентинос Хуниорс»
- Чемпион Аргентины — Клаусура 2010

 «Сан-Лоренсо»
- Чемпион Аргентины — Инисиаль 2013
- Обладатель Кубка Либертадорес — 2014
- Обладатель Суперкубка Аргентины — 2016